# 余有執
余有執（16世紀—17世紀），字毅所，湖廣荊州府江陵縣人，明朝政治人物。

## 生平
余有執原籍浙江寧波府鄞縣，父親余奎任銅梁縣丞時路經荊州而定居江陵，他是萬曆十六年（1588年）戊子科湖廣鄉試舉人，授開縣知縣，調郫縣知縣均有惠政，兩縣人民為他立碑紀德，並立像祭祀，他又曾署溫江知縣，在當地請免行稅，溫江人也為他亦立碑祠，後以瑞州通判致仕。他性情孝友溫恭，樂於施予，人稱篤行長者。

## 引用
1. 1 2  光緒《江陵縣志·卷二十七·人物》：余有執，字毅所，原籍浙江，曾祖本正德辛未第二人及第，父奎除四川銅梁縣丞，過荊因家焉；有執中萬厯戊子舉人，選授四川開縣，改郫縣咸有惠政，二縣民立碑紀德並肖像以祀，嘗署溫江縣，請免行稅，溫民亦立碑祠，後以江西瑞州府通判致仕，生平孝友溫恭，尤樂施予，人稱篤行長者。